# 比爾卡班巴區 (格羅省)
14°04′34″S 72°37′34″W / 14.076°S 72.626°W
比爾卡班巴區（西班牙語：Distrito de Vilcabamba），是秘魯的一個區，位於該國南部阿普里馬克大區的格羅省，始建於1941年2月20日，面積8平方公里，海拔高度2,780米，2005年人口1,119，人口密度每平方公里140人。